# 30
30. је била проста година.

## Догађаји
- Агрипина Старија, жена Германика и два њена сина, Нерон Јулије Цезар и Друз Цезар, бивају ухапшени и прогнани по наређењу Луција Елија Сејана (префекта Преторијанске гарде), а касније су умрли од глади под сумњивим околностима.
- Федар преводи Езопове басне, и пише неке од својих.
- Велеј Патеркул пише општу историју земаља познатих у антици.

## Рођења
- 8. новембар — Нерва, римски цар (у. 98)